# Émile Armand

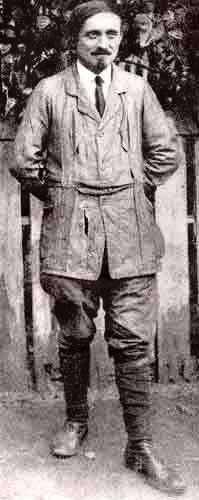
Émile Armand

Émile Armand (Pseudonym von Ernest-Lucien Juin) (* 26. März 1872 in Paris; † 19. Februar 1962 in Rouen) war Individualanarchist und Autor.

## Leben
Armand war ein Sohn eines aktiven Teilnehmers an der Pariser Kommune und wuchs in einem streng antiklerikalen Milieu auf. Er brauchte keine Schule zu besuchen und wurde von seinem älteren Bruder unterrichtet. Schon in jungen Jahren war er mit den wichtigsten Werken der klassischen Literatur vertraut und in der Lage, in mehreren modernen europäischen Sprachen zu lesen. Als er sich als Sechzehnjähriger in London aufhielt, las er das Neue Testament und geriet dadurch in eine Bewusstseinskrise. Nach seiner Rückkehr trat er in die Pariser Heilsarmee ein und wirkte darin von 1889 bis 1897. Aufgrund seiner dort gesammelten großen praktischen Erfahrung im Umgang mit Menschen und seines intakten kritischen Geistes wandelte sich sein christlicher Humanismus nach und nach in einen von Tolstoi inspirierten christlichen Anarchismus. Unter den Einflüssen von Les Temps Nouveaux von Jean Grave sowie von Benjamin Tucker, Walt Whitman und Ralph Waldo Emerson entwickelte er sich zunächst zum kommunistischen Anarchisten, bald darauf aber, nach Lektüre von Nietzsche und Stirner, zum Individualanarchisten. In seiner Veröffentlichung „Unsere Forderungen als individualistische Anarchisten“ (1945) ging er näher darauf ein.
1911 veröffentlichte er Le petit manuel anarchiste individualiste (deutsch: Das kleine Handbuch des Individualanarchismus). Um 1912 begann er, gegen Gewalt als politisches Mittel zu schreiben. In vielen seiner Schriften forderte er die Anarchisten auf, nicht auf eine bessere Zukunft zu hoffen, sondern in der Gegenwart zu leben und aktiv zu werden.
Ab 1922 begründete er die Zeitschrift L'En-Dehors, die bis 1939 erschien. Armand war Mitbegründer der Antimilitarischen Liga.
Armand veröffentlichte über mehr als ein halbes Jahrhundert hinweg zahlreiche Bücher, Broschüren und Zeitschriften. Seine bekanntesten Titel sind L'Initiation individualiste anarchiste von 1923 und La révolution sexuelle et la camaraderie amoureuse, erschienen 1934. Er arbeitete an der Encyclopédie anarchiste von Sébastien Faure mit.
Armand starb am 19. Februar 1962 in Rouen.

## Schriften
französisch
- Qu'est ce qu'un anarchiste? (1908)
- L'initiation Individualiste Anarchiste (1923)
- Ainsi chantait un en dehors (1. Teil 1925; 2. Teil 1933)
- Fleurs de solitude et points de repère (1926)
- Les loups dans la ville (1928)
- Libertinage et prostitution (1931)
- La Révolution sexuelle et la camaraderie amoureuse (1934)
- En marge du vice et de la vertu (1937)
- Préface à nouvelle édition de «L'Unique» de Max Stirner (1948)

deutsch
- E. Armand: Das Problem der sexuellen Beziehungen und der individualistische Gesichtspunkt. Übers. aus dem Frz. und Ital.: Falco Meyer. Freiburg/Br.: Verlag der Mackay-Gesellschaft 1978, ISBN 3-921388-27-9 (ein Kapitel aus Armands Hauptwerk L'initiation Individualiste Anarchiste, das 1923 erschien und 1953 in stark erweiterter Fassung in italienischer Übersetzung erschien)
- E. Armand: Der anarchistische Individualismus als Leben und Aktivität / Unsere Forderungen als individualistische An-archisten / [Über meine Tätigkeiten]. In: Französische Anarchisten. Freiburg/Br.: Verlag der Mackay-Gesellschaft 1977, ISBN 3-921388-13-9 (S. 14–20; 21–24; 24–26)

## Zeitschriften
- L'ère nouvelle (1901–1911)
- Hors du troupeau (1911)
- Pendant la Mélée / Par-delà la Mêlée (1915–1918)
- L'En-Dehors (1922–1939)
- L'Unique (1945–1956)